# Théophile Nkounkou
Théophile Nkounkou, född 7 januari 1952, är en friidrottare från Kongo-Brazzaville. Han deltog vid olympiska sommarspelen 1972, olympiska sommarspelen 1976, olympiska sommarspelen 1980, olympiska sommarspelen 1984 och olympiska sommarspelen 1988.